# Ponętów Górny Drugi
Ponętów Górny Drugi – wieś w Polsce położona w województwie wielkopolskim, w powiecie kolskim, w gminie Olszówka. 
Jako samodzielna wieś został ustanowiony 1 stycznia 2009 w wyniku podziału wsi Ponętów Górny na Ponętów Górny Pierwszy i Ponętów Górny Drugi.